# 小池真理子
小池真理子（日语：小池 真理子，1952年10月28日—），日本推理小說作家。

## 簡介
真理子畢業於成蹊大學，畢業後於出版社工作，因工作的出版社拒絕真理子的出書計劃，她憤然辭職，轉投另一間出版社，而最初所寫的實用書更成為暢銷書。成為作家後，她於1985年出版了推理短篇小說集《第三星期三的情事》和推理長篇小說《不能逃避你》，但兩本書都未能使真理子在推理文壇站穩陣腳。直至1989年以短篇作品《妻子的朋友》獲得日本推理作家協會獎短篇獎後，才確立推理作家的地方。1995年，她憑《戀》獲得直木獎，1998年憑《欲望》獲得島清戀愛文學獎，2006年憑《虹之彼方》獲柴田煉三郎獎，2013年憑《沉默的人》獲吉川英治文學獎。
小池真理子的丈夫是作家藤田宜永。